# Henutwati
Henutwati (fl. XII secolo a.C.) è stata una regina egizia della XX dinastia.

## Biografia
Fu "Grande sposa reale" del faraone Ramses V. Il patrimonio di Henutwati è menzionato nel Papiro Wilbour, trattante questioni fiscali, fornito di rilevamenti topografici concernenti 95 miglia di terreni, ai fini della tassazione e delle esenzioni tributarie. Da tale documento, lungo poco più di 10 metri, è nata l'ipotesi che Henutwati potrebbe essere stata una sposa del faraone, sebbene sia possibile ascriverla cronologicamente a un periodo successivo.

## Titoli
- Grande sposa reale
- Regina consorte d'Egitto